# 나루세 슌페이
나루세 슌페이(일본어: 成瀬 竣平, 2001년 1월 17일~)는 일본의 축구 선수이다.

## 구단 경력
그는 2018년 J1리그의 나고야 그램퍼스에 입단했다. 2022년부터 2023년까지 J2리그의 파지아노 오카야마, 몬테디오 야마가타, 미토 홀리호크에서 뛰었다. 2024년 나고야 그램퍼스로 복귀했다. 2024년 4월 J2리그의 V-파렌 나가사키로 이적했다. 2025년 J1리그의 가시와 레이솔로 이적했다.